# Zumbarella
La zumbarella è il canto tipico di Castiglione Messer Marino. Conosciuta almeno dal 1400, è tutt'oggi usata per corteggiare le giovani del paese e soprattutto per le serenate agli sposi.
L'organetto ad otto bassi accompagna i cantori delle strofette che fanno a gara per esaltare le bellezze della giovane. La struttura è semplice, ma precisa. 
Era importante come prima cosa “presentarsi” al padrone di casa, e chiedere il permesso di cantare. Se la ragazza accondiscendeva la zumbarella durava molto e l'impegno dei cantanti era massimo; in caso contrario si faceva subito a finire e si passava alla ragazza successiva da corteggiare, non facendo mancare qualche strofetta piccante sull'onore della ragazza prima di andare via.

## Strofette
stu poche tempe che ci so mancate,

vuleve riturnà, n’aggi putute,

nghi li capilli so state ‘ncatenate.

So state ‘ngatenate man’e piede,

nisciune amante scioglie mi puteva.

Passò l’amore mio che mi vo bbene,

rumpì li ferri, spezzò li catene.

Si tu ni ‘ngridi a me quel ch’ho patuto,

rimira lo viso mio quand’è smangate.

Tu sté calla calla dentr’a ‘ssu lette

stenghe j dafore e facce la tremarella.

Avissi viste li fridde che gghieva,

avissi ditti ‘’amore, vit’a corcare’’;

manche ‘na volta mi si vut’aprire

nemmeno si t’aveva d’arrubare.

Ti vuglie da ‘nu vasce juste ‘mbronde

pi dispitti di quell’altramante.

Ti vuglie dà ‘nu vasce a ‘sse mascelle

pi farti tritticà ssi du pinnaglie.

Vulesse diventà nu raspe d’uva,

pi stà appese a la tua camerella

e stare appese a la tua camerella

pe quanne ti liv’mbette la suttanella.

Ho camminato il mondo a palmo a palmo,

le donne l’ho trovate a mille a mille.

Ho trovato ‘na cocchia di sorelle,

una si chiama Rosa e ‘n’andra Gilda.

Se Dio m’avesse distinato,

una pi sposa e n’andra pi cognata

Stelluccia mé del cielo tramundante,

m’hai rubbato ‘l sangue di li vene.

Vedo nu licore a la cavuta

è maria Rosa che mi saluta;

vedo nu licore a la finestra

è Maria rosa che zi veste.

Chi ti l’ha ditte, Amore,
 
ca nin zi ‘belle;

nu sole luce ‘ngile

e tu nderre.

Chi ti l’ha ditte, Amore,

ca nin ti voglie;

fatti lu pagliarelle

ca mi ti piglie.

Giuvinittella di quattordic'anni

pi te so perze la fam‘e lu sonne;

pi te so perze la fam’e lu sonne;

e pi pinzà a te mi so ‘mmalate.

Scusa, bella mia, se il canto è poco,

dobbiamo andare a cantare altro loco;

scusa bella mia se poco canto,

dobbiamo far contenti tutti quanti.

Lasci la ‘bbona sera a la cavuta,

perché la porta l’ho trovata ‘nzerrata;

lasci la ‘bbona sera a lu vicine,

prima ai parenti e dopp’a la zita.»
in questo poco tempo in cui sono mancato,

volevo tornare ma non ho potuto,

con i capelli sono stato incatenato.

Sono stato incatenato mani e piedi,

nessun amante scioglier mi poteva.

Passò l'amor mio che mi vuol bene,

ruppe i ferri e spezzò le catene.

Se tu non credi a quel che ho patito,

guarda il mio viso quanto è smagrito.

Tu stai calda calda dentro al letto,

sto io fuori a fare la tremarella.

Avessi visto il freddo che c'era,

avessi detto "amore vieni a coricarti";

nemmeno una volta hai voluto aprirmi,

nemmeno t'avessi dovuto rubare.

Ti voglio dare un bacio sulla fronte

per far dispetto a quell'altro amante.

Ti voglio dare un bacio a queste mascelle

per far tremare questi due pendagli.

Vorrei diventare un raspo d'uva,

per stare appeso alla tua cameretta

e stare appeso alla tua cameretta

per quando ti sfili la sottanella.

Ho esplorato il mondo palmo a palmo,

di donne ne ho trovate a mille a mille.

Ho trovato una coppia di sorelle,

una si chiama Rosa e l'altra Gilda.

Se Dio mi avesse destinato 

una in sposa e l'altra per cognata.

Stellina mia del cielo tramontante,

mi hai rubato il sangue dalle vene.

Vedo un'ombra dalla serratura

è Maria Rosa che mi saluta;

vedo un'ombra alla finestra

è Maria Rosa che si veste.

Chi te l'ha detto, Amore,

che non sei bella,

il sole brilla in cielo

e tu in terra.

Chi te l'ha detto, Amore,

che non ti voglio,

fatti una cascina

ed io ti prendo.

Giovinetta di quattordici anni,

per te ho perso la fame ed il sonno;

per te ho perso la fame ed il sonno;

e per pensare a te mi sono ammalato.

Scusa, bella mia, se il canto è poco,

dobbiamo andare a cantare in altro luogo.

Scusa, bella mia, se poco canto,

dobbiamo far contenti tutti quanti.

Lascio la buona sera alla serratura,

perché la porta l'ho trovata chiusa;

lascio la buona sera al vicino,

prima ai parenti e dopo alla fidanzata.»